# يونايتد نتوركس
يونايتد نتوركس هي الشركة الأم لشركة شبكة الخليج للأتصالات وشركة جلف سات للاتصالات و مارينا إف إم تأسست في 1 أكتوبر 2005, وأيضاً تقدم شركة يونايتد نتوركس من خلال شركاتها العاملة مجموعة واسعة من خدمات الإنترنت، البيانات، القنوات الفضائية والإذاعية والخدمات المساندة للشركات وتجارة التجزئة وعملاء الحكومة.